# Burgruine Lichtenstein (Pommelsbrunn)
Die Burgruine Lichtenstein war eine hochmittelalterliche Adelsburg über dem Ort Pommelsbrunn in der gleichnamigen Gemeinde im mittelfränkischen Landkreis Nürnberger Land in Bayern.
Die Ruine der Höhenburg ist frei zugänglich und dient als Aussichtspunkt.

## Geographische Lage
Die Ruine der Höhenburg befindet sich im südlichen Teil der Hersbrucker Alb, etwa 1080 Meter nordwestlich der evangelischen Pfarrkirche Sankt Lorenz über der Ortschaft Pommelsbrunn in 507 m ü. NHN Höhe auf einem Hangsporn des Schleußberges.
Der Hangsporn springt nach Südwesten vor und ist auf seiner Südseite vom Tal des Högenbaches, und an seiner Westseite vom Tal der Pegnitz begrenzt.
Auch auf der gegenüberliegenden Talseite des Högenbaches, auf der sogenannten Mühlkoppe, stand eine mittelalterliche Burg, von der der Burgstall Altes Haus der Rest ist. In der Nähe befindet sich auch die Burgruine Lichtenegg und in südlicher Richtung die Ruine der Burg Reicheneck über dem Happurger See.
Ebenfalls bei Happurg befindet sich der Burgstall Hacburg und in östlicher Richtung der Burgstall Breitenthal bei der Ortschaft Oed, und nordöstlich die Burgruine Hauseck.

## Geschichte der Burg
Von der Burg Lichtenstein liegen noch keine archäologisch gesicherten Erkenntnisse über die Erbauung vor, wegen ihres Namens könnte sie aber mit der staufischen Reichsburg Lichtenegg in Zusammenhang gestanden haben, die spätestens seit dem frühen 13. Jahrhundert bestand. Es gab auch eine direkte Sichtverbindung zwischen beiden Burgen. Auch Keramikfunde weisen bis in die Zeit des frühen 13. Jahrhunderts zurück.
Zum ersten Mal erschien die Burg Lichtenstein 1270 im Namen des Ministerialen Heinrich von Lichtenstein, eine „Agnes Lichtensteinerin“ wurde 1297 erwähnt. Das Ministerialengeschlecht der Lichtensteiner stand wohl ursprünglich in Reichsdienst und hatte Beziehungen zu den mächtigen Schenken von Reicheneck auf Burg Reicheneck, denen auch die nahegelegene Alte Burg in Pommelsbrunn gehörte. In einer Notiz aus dem 16. Jahrhundert ist überliefert, dass die Lichtensteiner einst befehdet wurden, dabei soll die Burg zerstört worden sein. Gustav Voit vermutet diese Zerstörung im Jahr 1325, als bei einer Fehde zwischen den Schenken von Reicheneck und der Reichsstadt Nürnberg wegen Straßenräubereien die Reichenecker Burg „Turm im Weidental“ zerstört, und die Burg Hartenstein von den Nürnbergern belagert wurde. Auch die Burg Lichtenstein könnte davon betroffen gewesen seien, da die Lichtensteiner den Reicheneckern nahestanden. Allerdings gibt es hierfür keine Belege.

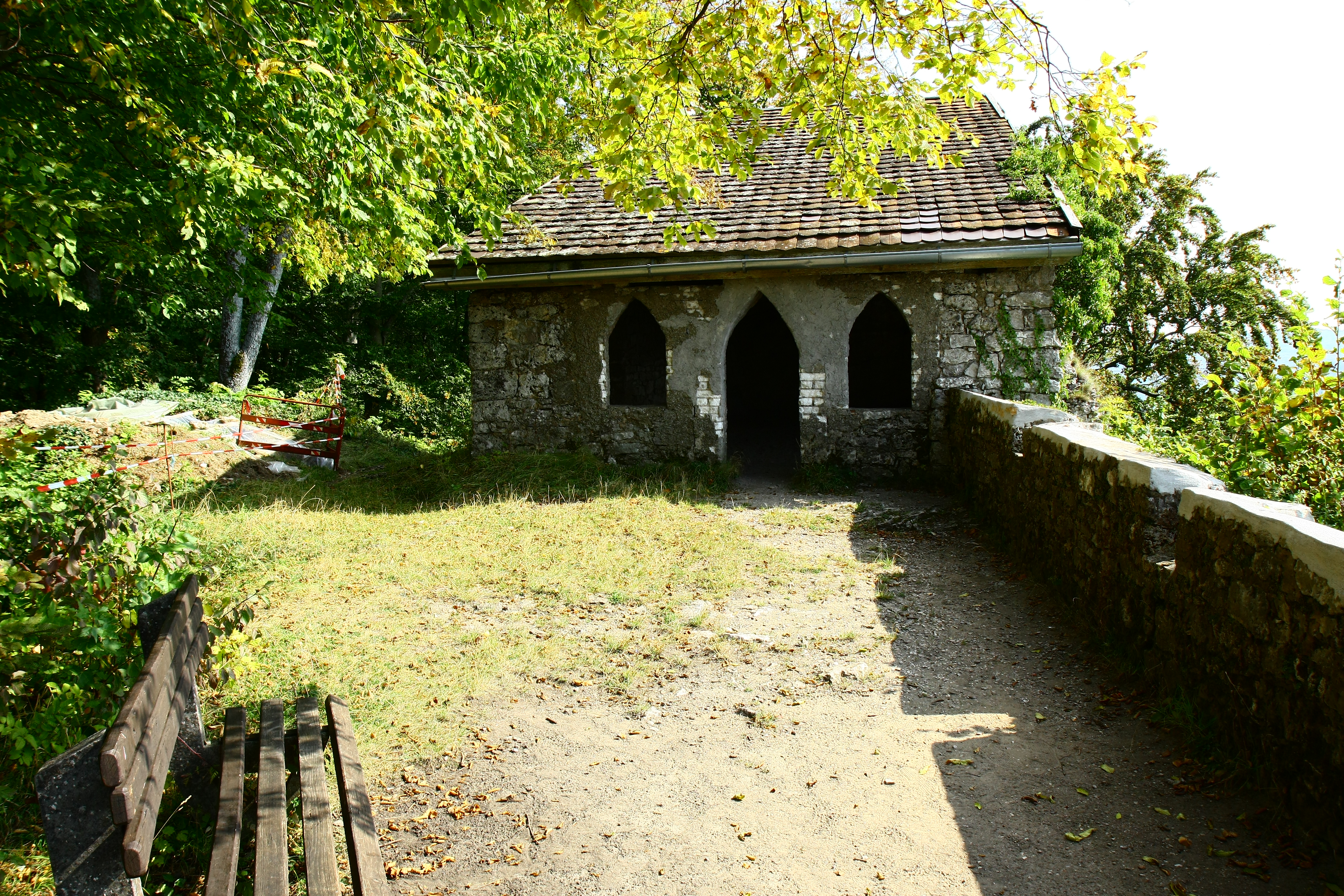
Neueres Gebäude auf den Grundmauern eines Turmes von Paul Willhelm Freiherr Ebner von Eschenbach

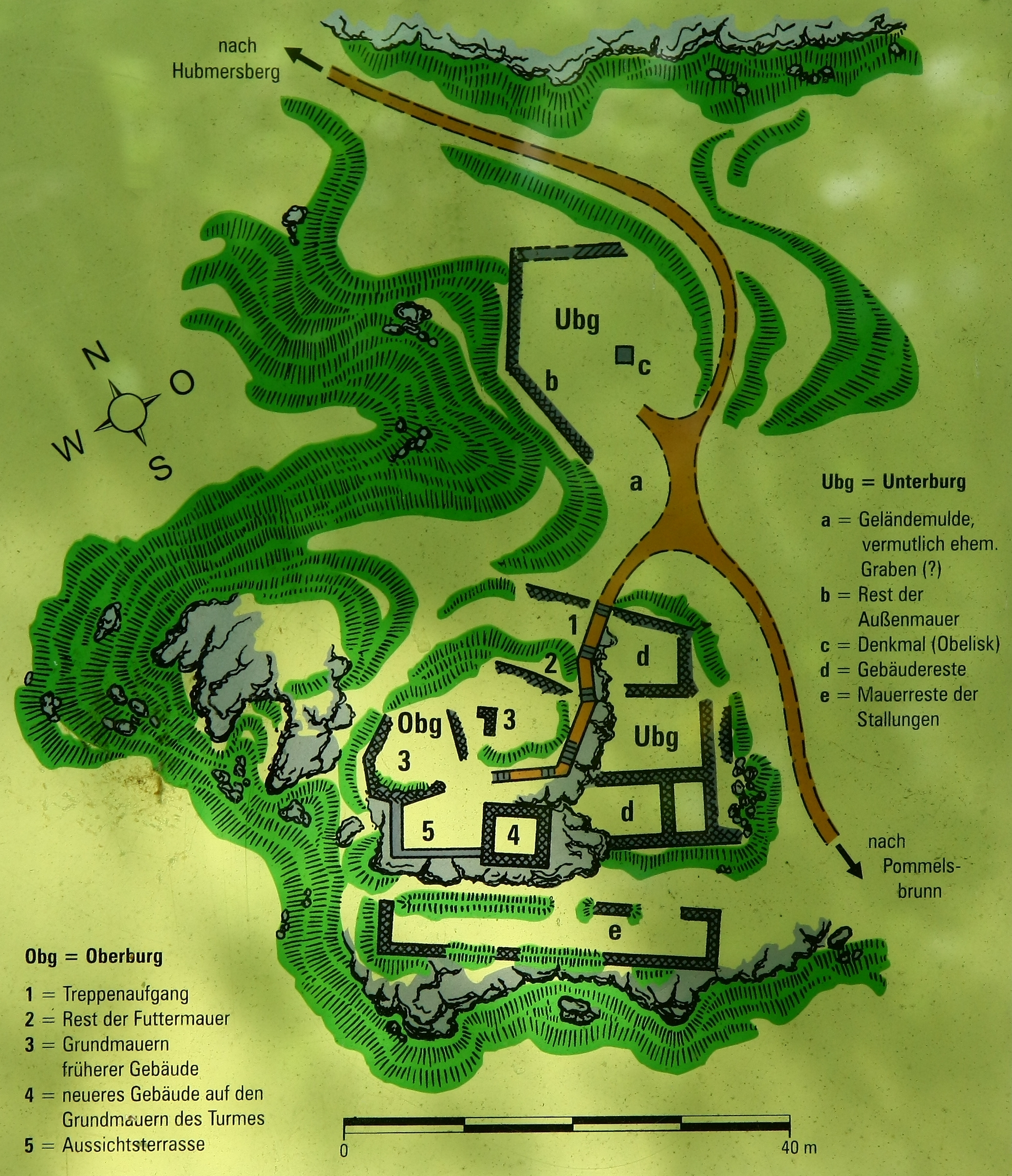
Übersichtsplan der Burgruine Lichtenstein

Im Jahr 1349 wurde die Burg Lichtenstein landesherrschaftlich, als sie in den Besitz der Pfalzgrafen gekommen war, Ludwig Schenk von Reicheneck war der Pfleger der pfalzgräflichen Burg, an der die Lichtensteiner keine Rechte mehr hatten. Der Lichtenstein wurde von den Pfalzgrafen 1353 an den deutschen und böhmischen König Karl IV. verpfändet, der auf der Burg ein neuböhmisches Pflegamt einrichtete. Die Burgbesatzung bestand aus dem Pfleger, zwei berittenen Kriegsknechten, vier Wächtern, sechs Kriegsknechten zu Fuß, einem Türmer und einem Torwart.
Allzu lange dauerte die böhmische Herrschaft nicht, denn mit dem Vertrag von Fürstenwalde vom 18. August 1373, mit dem Kaiser Karl IV. die Mark Brandenburg erwerben wollte, musste Karl einen Teil seines neuböhmischen Reiches und damit Amt und Burg Lichtenstein an die Bayernherzöge verkaufen, um die Kaufsumme aufbringen zu können.
1391 wurde die Burg von den wittelsbachischen Herzögen an Linhard von Henfenfeld verpfändet, danach traten noch weitere Pfandinhaber und Pfleger auf. Im Jahr 1419 wurde sie an die Brüder Hans, Eberhart und Wilhelm von Mistelbeck abgetreten, die gegenüber Herzog Ludwig von Bayern–Ingolstadt Ansprüche hatten. Zur Übergabe kam es wegen des Bayerischen Krieges nicht mehr.
Im Bayerischen Krieg zwischen Herzog Ludwig von Bayern-Ingolstadt und seinen Vettern, den Bayernherzögen von Landshut und München wurde die Burg Lichtenstein im Juni 1421 durch Pfalzgraf Johann von Neumarkt-Neunburg, der mit den Gegnern Ludwigs verbündet war, erobert und dabei zerstört. In der Geländeerkundung der Reichsstadt Nürnberg von 1503 bis 1504, bei der alle Burgen und Befestigungen in Bezug auf den bald darauffolgenden Landshuter Erbfolgekrieg aufgelistet sind, wird der Lichtenstein als „ein alt prochen Schloß“ bezeichnet. Auch ein Eintrag im Salbuch von 1516 sagt aus, dass Lichtenstein nur noch ein Burgstall war. Das Landgericht Sulzbach sagte den Brüdern Mistelbeck 1421 und nochmals 1422 den Anspruch auf Schadensersatz zu.
Die Burgruine verfiel immer mehr; 1851 verkaufte sie der bayerische Staat an Paul Willhelm Freiherr Ebner von Eschenbach. Er ließ um das Jahr 1855 im Sinne der erwachenden Burgenromantik unter Verwendung aufgehenden Mauerwerks die Pseudoruine auf der Oberburg errichten und im Bereich der Unterburg einen Englischen Landschaftsgarten einrichten, der aber ebenfalls wieder verfallen ist.
Heute steht um die Burgruine Wald und sie ist teilweise mit Buschwerk überwachsen. Zur Ruine führen mehrere Wanderwege aus Pommelsbrunn und Umgebung.
Die mittelalterlichen Reste der Burg Lichtenstein, insbesondere die der Unterburg, sind stark vom Verfall bedroht.
Die Burgruine ist vom Bayerischen  Landesamt für Denkmalpflege als Baudenkmal (D-5-74-147-11) und Bodendenkmal (D-5-6435-0009) ausgewiesen.

## Bildergalerie

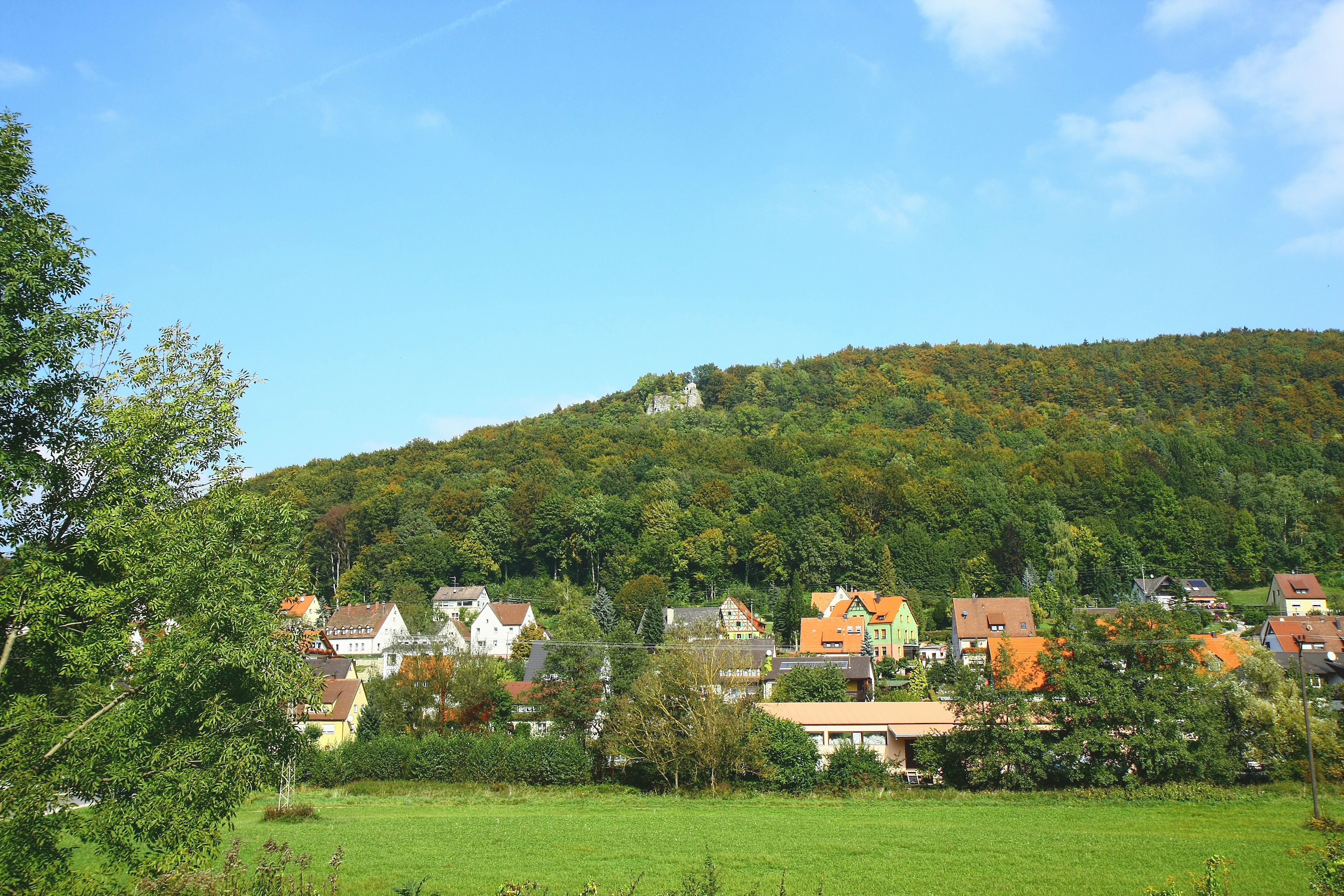
Burgruine Lichtenstein – Ansicht des Burgfelsens über Pommelsbrunn aus südlicher Richtung
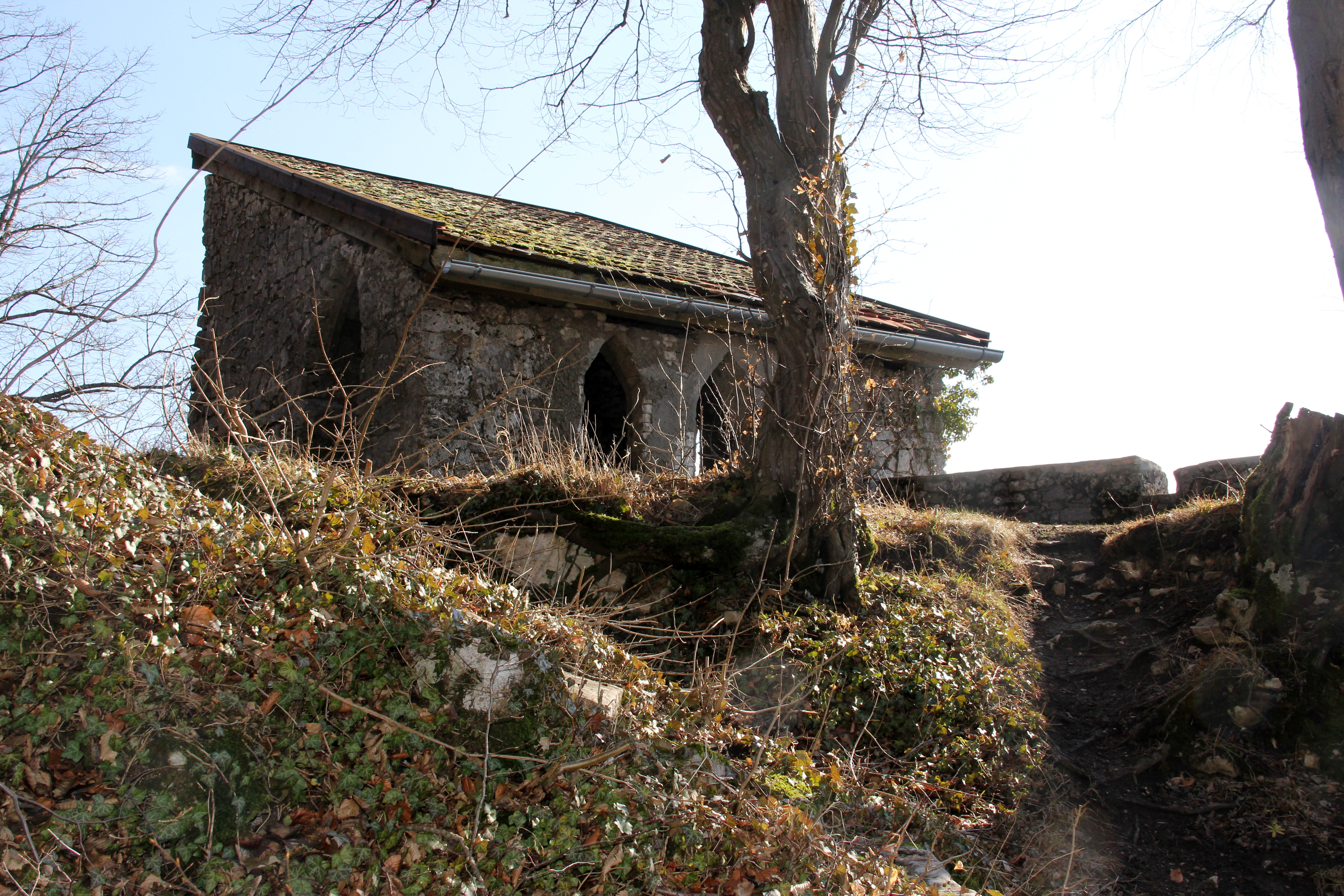
Neues Gebäude
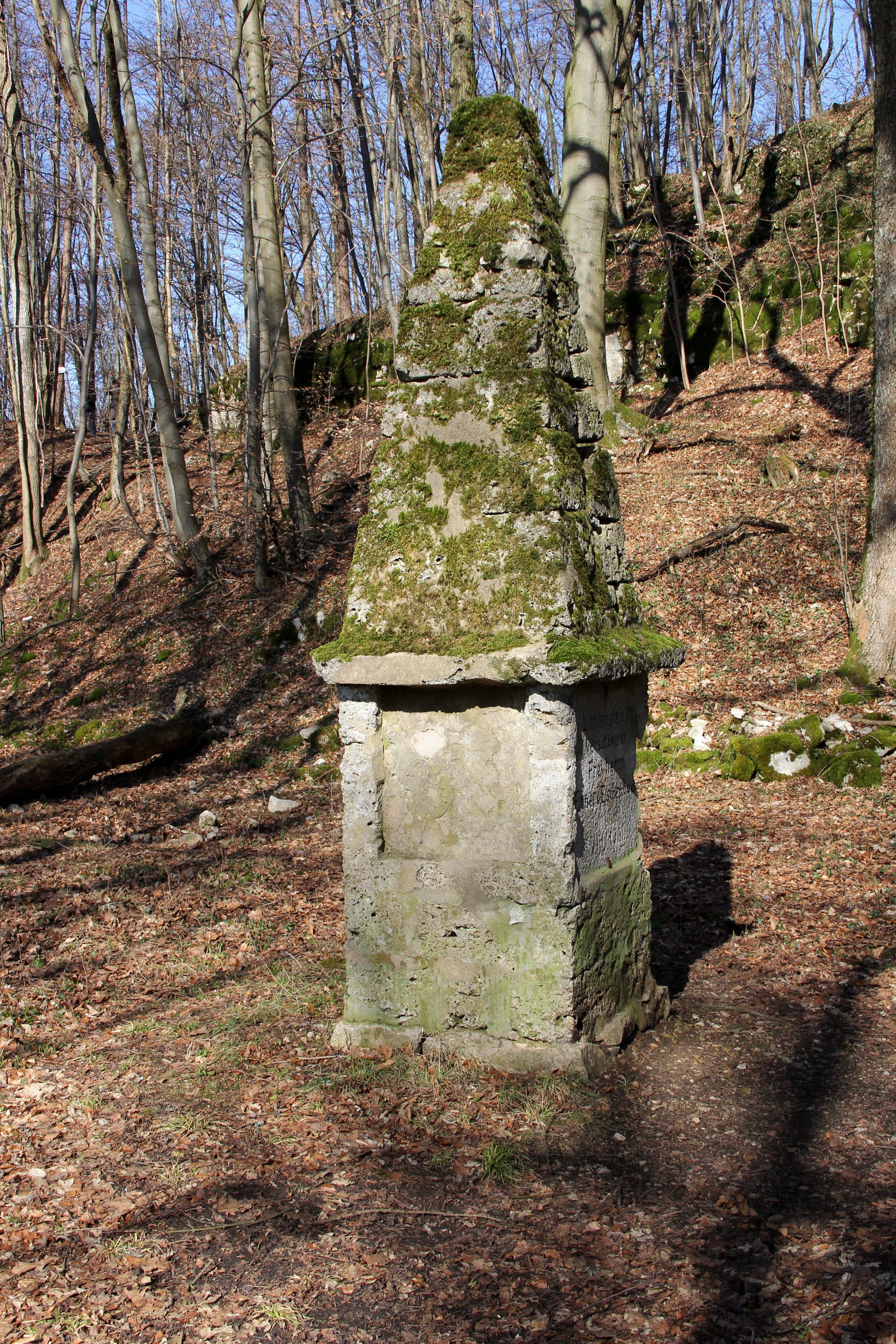
Gedenkstein
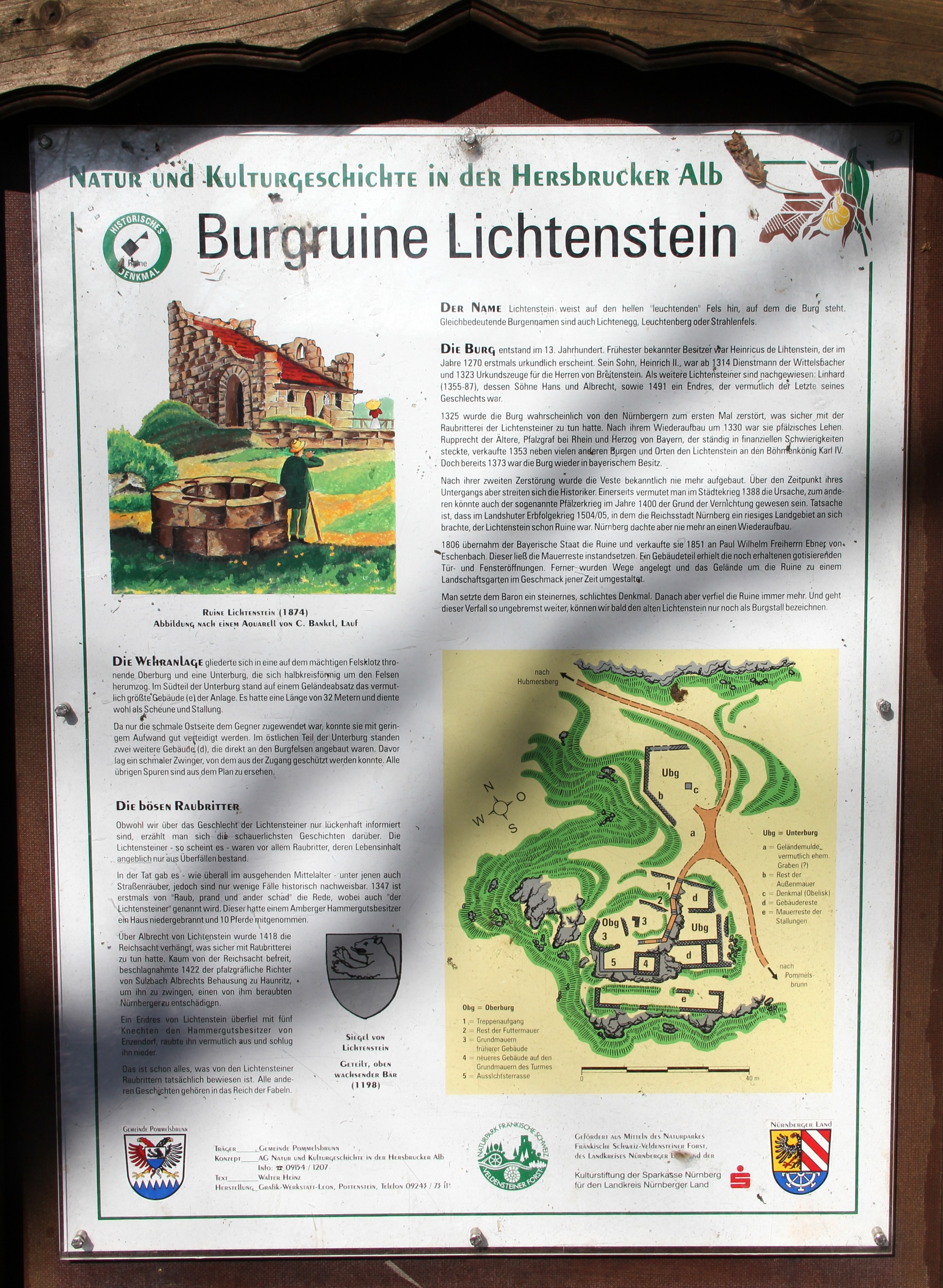
Informationstafel
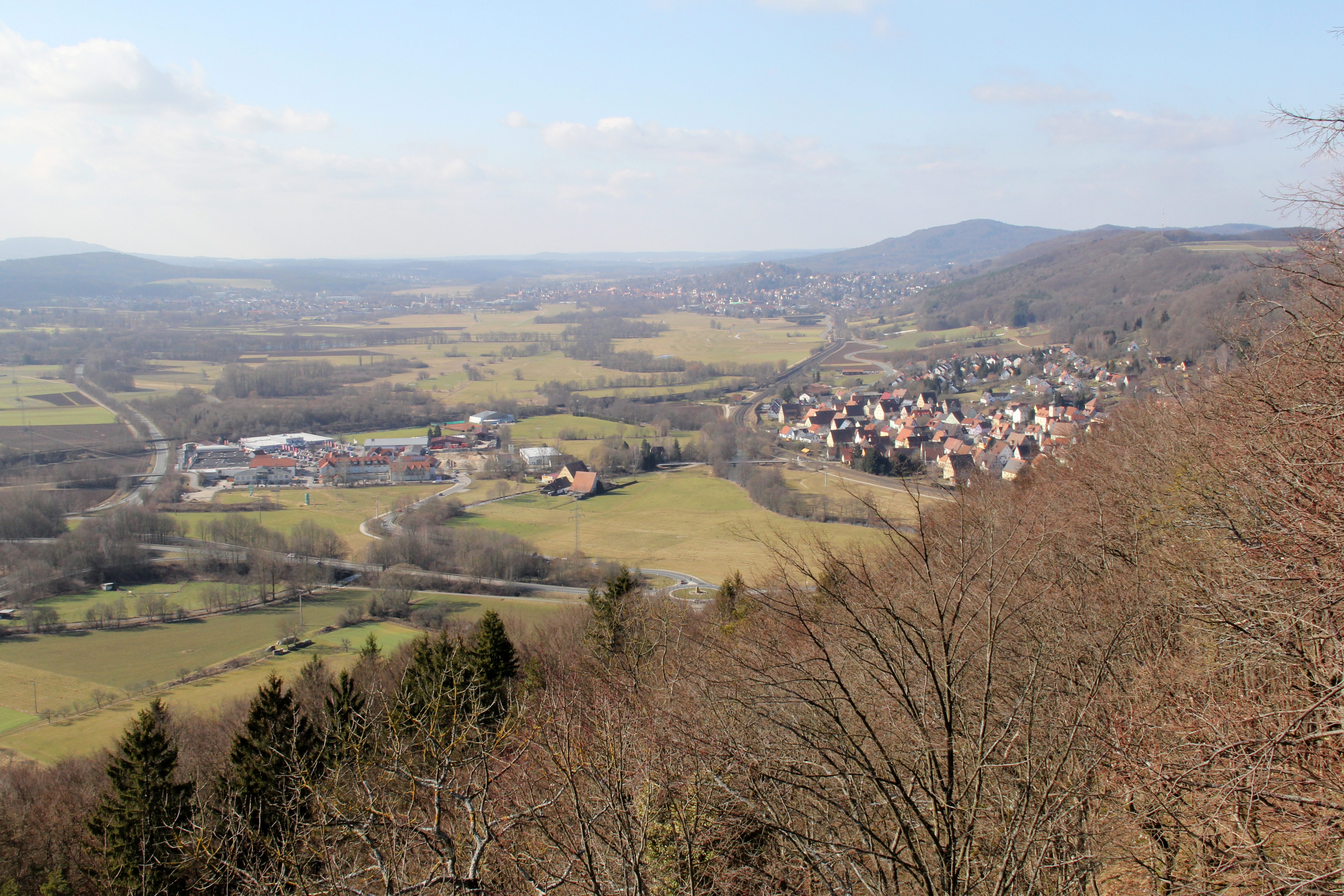
Blick in Richtung Westen